# العلاقات الأفغانية الفنلندية
العلاقات الأفغانية الفنلندية هي العلاقات الثنائية التي تجمع بين أفغانستان وفنلندا.

## مقارنة بين البلدين
هذه مقارنة عامة ومرجعية للدولتين:
| وجه المقارنة                                              | أفغانستان                    | فنلندا                                                                               |
| --------------------------------------------------------- | ---------------------------- | ------------------------------------------------------------------------------------ |
| المساحة (كم2)                                             | 652.23 ألف                   | 338.42 ألف                                                                           |
| عدد السكان (نسمة)                                         | 34.94 مليون                  | 5.52 مليون                                                                           |
| الكثافة السكانية (ن./كم²)                                 | 53.57                        | 16.31                                                                                |
| العاصمة                                                   | كابل                         | هلسنكي                                                                               |
| اللغة الرسمية                                             | اللغة البشتوية، اللغة الدرية | اللغة الفنلندية، اللغة السويدية                                                      |
| العملة                                                    | أفغاني                       | يورو، ماركا فنلندية                                                                  |
| الناتج المحلي الإجمالي (بليون دولار)                      | 20.82 مليار                  | 251.88 مليار                                                                         |
| الناتج المحلي الإجمالي (تعادل القوة الشرائية) بليون دولار | 62.62 مليار                  | 231.84 مليار                                                                         |
| الناتج المحلي الإجمالي الاسمي للفرد دولار أمريكي          | 594                          | 42.31 ألف                                                                            |
| الناتج المحلي الإجمالي للفرد دولار أمريكي                 | 1.93 ألف                     | 40.68 ألف                                                                            |
| مؤشر التنمية البشرية                                      | 0.479                        | 0.883                                                                                |
| رمز المكالمات الدولي                                      | +93                          | +358                                                                                 |
| رمز الإنترنت                                              | .af                          | .fi                                                                                  |
| المنطقة الزمنية                                           | ت ع م+04:30                  | ت ع م+02:00، ت ع م+03:00، أوروبا/هلسنكي ‏، توقيت شرق أوروبا، توقيت شرق أوروبا الصيفي ‏ |

## منظمات دولية مشتركة
يشترك البلدان في عضوية مجموعة من المنظمات الدولية، منها:
| علم المنظمة | اسم المنظمة                               | تاريخ انضمام أفغانستان | تاريخ انضمام فنلندا |
| ----------- | ----------------------------------------- | ---------------------- | ------------------- |
|             | بنك التنمية الآسيوي                       | 1966                   | 1966                |
|             | مؤسسة التنمية الدولية                     | 2 فبراير 1961          | 29 ديسمبر 1960      |
|             | يونسكو                                    | 4 مايو 1948            | 10 أكتوبر 1956      |
|             | وكالة ضمان الاستثمار متعدد الأطراف        | 16 يونيو 2003          | 28 ديسمبر 1988      |
|             | الأمم المتحدة                             | 19 نوفمبر 1946         | 14 ديسمبر 1955      |
|             | الاتحاد البريدي العالمي                   | ?                      | ?                   |
|             | البنك الدولي للإنشاء والتعمير             | 14 يوليو 1995          | 14 يناير 1948       |
|             | الاتحاد الدولي للاتصالات                  | 12 أبريل 1928          | 1 سبتمبر 1920       |
|             | منظمة حظر الأسلحة الكيميائية              | ?                      | ?                   |
|             | مؤسسة التمويل الدولية                     | 23 سبتمبر 1957         | 20 يوليو 1956       |
|             | المركز الدولي لتسوية المنازعات الاستشارية | 25 يوليو 1968          | 8 فبراير 1969       |
|             | منظمة الشرطة الجنائية الدولية             | ?                      | ?                   |

## وصلات خارجية
- موقع وزارة الخارجية الأفغانية
- موقع وزارة الخارجية الفنلندية